# Bulbophyllum nigritianum
Bulbophyllum nigritianum är en orkidéart som beskrevs av Alfred Barton Rendle. Bulbophyllum nigritianum ingår i släktet Bulbophyllum och familjen orkidéer. Inga underarter finns listade i Catalogue of Life.